# کربوکسیل‌زدایی

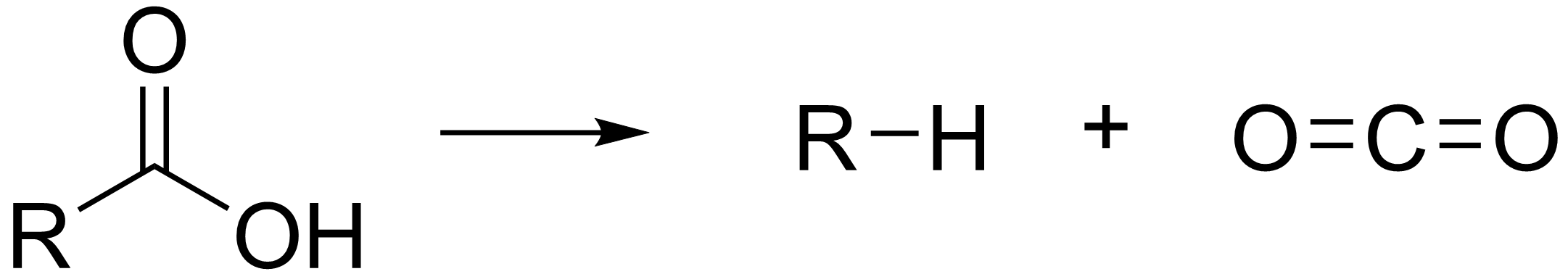
شمای کلی فرآیند کربوکسیل‌زدایی

کربوکسیل‌زدایی یا دکربوکسیلاسیون(به انگلیسی: Decarboxylation) واکنشی شیمیایی در شیمی آلی است که طی آن ترکیب حاوی گروه عاملی کربوکسیل به کربن دی اکسید و یک ترکیب ساده‌تر تجزیه می‌شود. این واکنش در واقع عکس واکنش کربوکسیل‌دار کردن است که نخستین مرحله در فرآیند فتوسنتز است.

## در زیست‌شیمی
برخی از مهمترین فرآیندهای زیست‌ساخت کربوکسیل‌زدایی اکسیداتیو اسید آمینه‌ها به آمین عبارتند از: 
- تریپتوفان به تریپتامین
- فنیل‌آلانین به فنتیل‌آمین
- تیروزین به تیرامین
- هیستیدین به هیستامین
- سرین (اسید آمینه) به اتانول‌آمین
- اسید گلوتامیک به گاما آمینوبوتیریک اسید
- لیزین به کاداورین
- آرژینین به agmatine
- اورنیتین  به پوترسین
- ۵-هیدروکسی تریپتوفان به سروتونین
- لوودوپا به دوپامین

برخی دیگر از فرآیندهای کربوکسیل‌زدایی چرخه اسید سیتریک عبارتند از: 
- پیرویک اسید به استیل-کوآ (همچنین ببینید pyruvate decarboxylation)
- اگزالوسوکسینیک اسید به آلفا-کتوگلوتاریک اسید
- آلفا-کتوگلوتاریک اسید به سوکینیل-کوآ.